# 場末のバンドネオン
『場末のバンドネオン』（ばすえのばんどねおん、西: Bandoneón arrabalero）は、ファン・デアンブロージョ（Juan Deambroggio）作曲のタンゴ。

## 概要
1928年作曲。パスクアル・コントゥルシ（Pascual Contursi）作の歌詞がついている。
カルロス・ガルデルの歌唱が有名である。世界中のタンゴ楽団のスタンダードナンバーである。また、歌なしの演奏もよく行われている。

## カヴァーしたアーティストの一部
- ルシオ・デマーレ　Lucío Demare
- カルロス・ガルデル　Carlos Gardel
- フランシスコ・カナロ　Francisco Canaro
- アストル・ピアソラ　Ástor Piazzolla